# Eriauchenius halambohitra
Eriauchenius halambohitra là một loài nhện trong họ Archaeidae. Loài này phân bố ở Madagascar.